# Crevans-et-la-Chapelle-lès-Granges
Crevans-et-la-Chapelle-lès-Granges – miejscowość i gmina we Francji, w regionie Burgundia-Franche-Comté, w departamencie Górna Saona.
Według danych na rok 1990 gminę zamieszkiwało 257 osób, a gęstość zaludnienia wynosiła 66 osób/km² (wśród 1786 gmin Franche-Comté Crevans-et-la-Chapelle-lès-Granges plasuje się na 491. miejscu pod względem liczby ludności, natomiast pod względem powierzchni na miejscu 893.).